# Гана на Сурдлимпийских играх
Гана участвует в летних Сурдлимпийских играх с Игр 2005 года (не участвовали в Играх 2009, 2013 годов), в зимних Сурдлимпийских играх до настоящего времени не участвовали. По состоянию на лето 2023 года, медалей на Играх ещё не выигрывали.